# Darek Oleszkiewicz
Darek „Oles” Oleszkiewicz (ur. 20 lutego 1963 we Wrocławiu) – polski kontrabasista jazzowy.
Jako nastolatek grywał w zespołach rockowych i bluesowych.Jego pierwszym instrumentem był fortepian, następnie gitara basowa. W 1983r na Jazz Juniors w Krakowie uzyskał pierwszą nagrodę za kompozycję jazzową i drugą w kategorii jazz combo. W roku następnym do współpracy zaprosił go Jan Ptaszyn Wróblewski.
W 1988 wyjechał do Los Angeles, gdzie otrzymał stypendium i rozpoczął studia. Obecnie jest członkiem Wydziału Jazzu na Uniwersytecie Kalifornijskim w Irvine.
W Stanach Zjednoczonych znany pod pseudonimem Oles, brał udział w realizacji blisko 100 albumów muzycznych. W 2003 nominowany do Fryderyka w kategorii Jazzowy Muzyk Roku.

## Dyskografia
- Darek Oleszkiewicz – Like A Dream (2004)
- Adam Czerwiński & Darek Oleszkiewicz – Raindance (2005)
- Adam Czerwiński & Darek Oleszkiewicz – Pictures (2009)
- Aga Zaryan featuring Darek Oleszkiewicz, Larry Koonse, Munyungo Jackson, Nolan Shaheed – Picking Up the Pieces (2006)